# Ladybower Reservoir
Ladybower Reservoir is een groot, y-vormig stuwmeer in Derbyshire, Engeland. Het is de laagste van drie stuwmeren in de Upper Derwent Valley. De rivier Ashop stroomt vanuit het westen het meer in. De Derwent stroomt zuidwaarts eerst door Howden Reservoir, dan door Derwent Reservoir en als laatste door Ladybower Reservoir. Het meer is eigendom van het waterbedrijf Severn Trent. Het gebied is een toeristische attractie met het Fairholmes Visitor Centre aan de noordkant van het meer. 

## Ontwerp en bouw

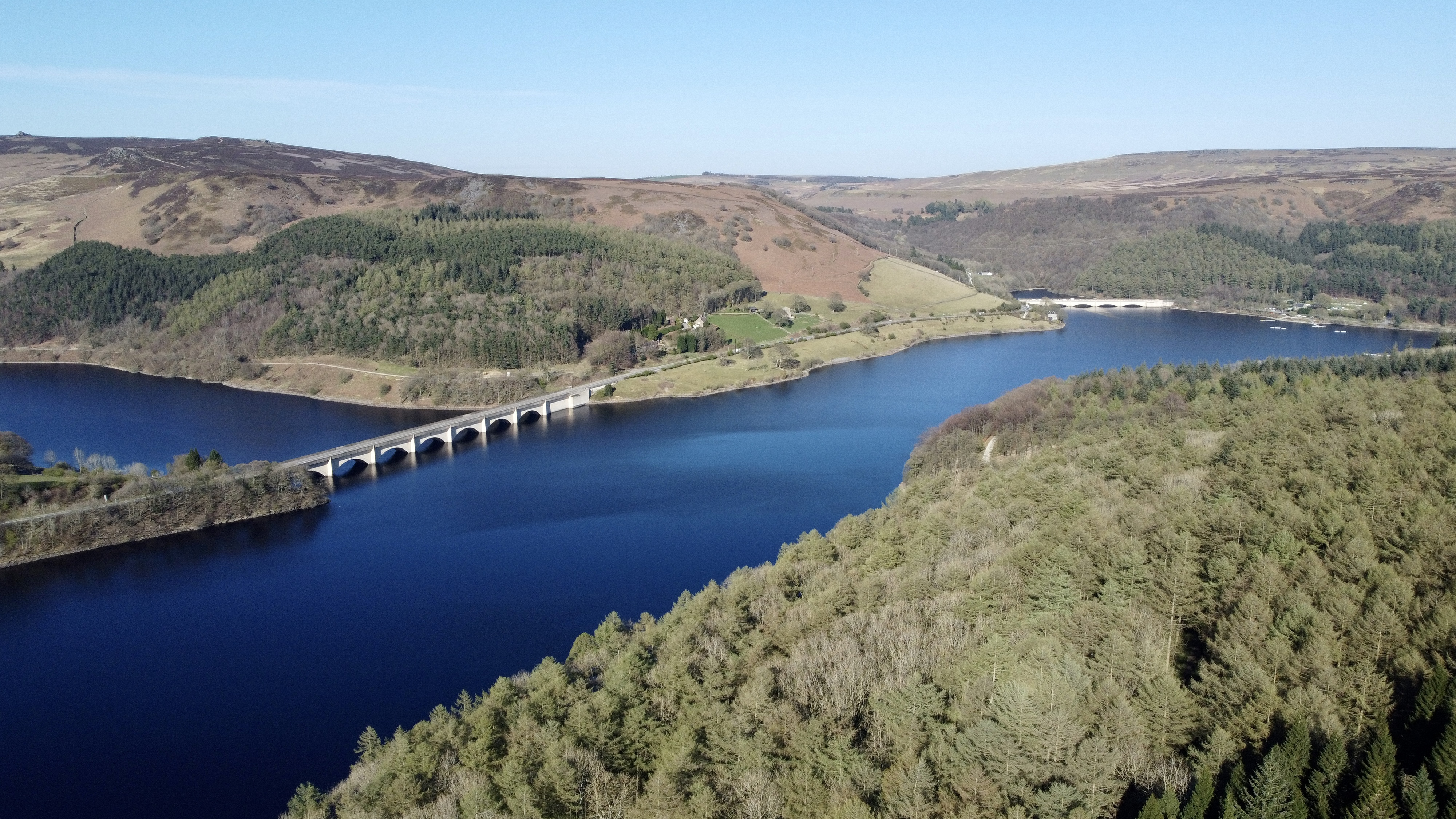
Het Ashopton Viaduct met de A57

Ladybower Reservoir werd tussen 1935 en 1943 gebouwd door de Derwent Valley Water Board om de twee andere reservoirs aan te vullen bij het voorzien in de waterbehoeften van de East Midlands. Het duurde nog twee jaar voordat het gevuld was, wat in 1945 het geval was. De dam verschilt van het Howden Reservoir en het Derwent Reservoir doordat het een met klei beklede aarden wal is en geen dam van massief metselwerk. Onder de dam bevindt zich een met beton gevulde sleuf van 55 m diep en 1,8 m breed, die zich aan weerszijden 150 m in de heuvels uitstrekt om te voorkomen dat water rond de dam weglekt. De damwand werd gebouwd door het Schotse bedrijf Richard Baillie and Sons. De twee viaducten, Ashopton en Ladybower, die nodig waren om de hoofdwegen over het stuwmeer te leiden, werden gebouwd door de Londense firma Holloways, met een stalen frame bekleed met beton. Het project liep vertraging op toen in 1939 de Tweede Wereldoorlog uitbrak, waardoor arbeidskrachten en grondstoffen schaars werden, maar de bouw werd voortgezet vanwege het strategische belang om de voorraden op peil te houden. Koning George VI, vergezeld door zijn vrouw koningin Elizabeth, opende het reservoir officieel op 25 september 1945.
In de jaren 1990 werd de muur verhoogd en versterkt om het risico op overstromen bij een grote overstroming te verkleinen. De oorspronkelijke dam bevat 100.000 ton beton, meer dan een miljoen ton aarde en 100.000 ton klei voor de kern. De stroomopwaartse zijde is met stenen bekleed. De materialen werden naar de locatie gebracht via de eigen aftakking van de Derwent Valley Water Board en hun zijsporen van de hoofdlijn in de Hope Valley.
Het ontwerp van de dam is ongebruikelijk omdat er twee volledig omsloten overlaten (plaatselijk de “plugholes” genoemd) aan de zijkant van de muur zijn. Deze zijn van steen en hebben een diameter van 24 meter met een verval van 20 meter. De overlaten regelen het waterniveau in het reservoir door overtollig water af te voeren wanneer ze overlopen. Het water wordt dan via tunnels afgevoerd naar de rivier de Derwent. De overloopgaten hadden oorspronkelijk loopbruggen eromheen, maar die zijn vele jaren geleden ontmanteld. De overlaten overstromen meestal in de wintermaanden als er nat of besneeuwd weer is geweest in de nabijgelegen heuvels. Volgens Severn Trent, de beheerder van het reservoir, trekken de overlopende overlaten elk jaar veel bezoekers.

## Watergebruik
Het water wordt gebruikt voor beheersing van de rivier en ter compensatie van het water dat wordt vastgehouden door de drie dammen, samen met de levering aan het drinkwatersysteem en de opwekking van hydro-elektriciteit. Drinkwater moet naar de zuiveringsinstallaties worden gepompt in plaats van door zwaartekracht te stromen zoals in de andere twee reservoirs, waardoor de kosten toenemen. Het drinkwater wordt behandeld in de waterzuiveringsinstallatie van Bamford door Severn Trent Water. Het behandelde water stroomt zuidwaarts via het 45 km lange Derwent Valley Aquaduct naar een overdekt reservoir in Ambergate om schoon water te leveren aan de steden Nottingham, Derby en Leicester in de East Midlands van Engeland. Het aquaduct loopt door het park van Chatsworth House. Het pad van het aquaduct wordt gemarkeerd door een reeks stenen klephuisjes en koepelvormige stalen toegangskamers. Een tunnel voert een deel van het water uit de Derwent Valley oostwaarts door de heuvel en naar de lagere van de twee Rivelin Dams om Sheffield van water te voorzien.

## Ondergelopen dorpen

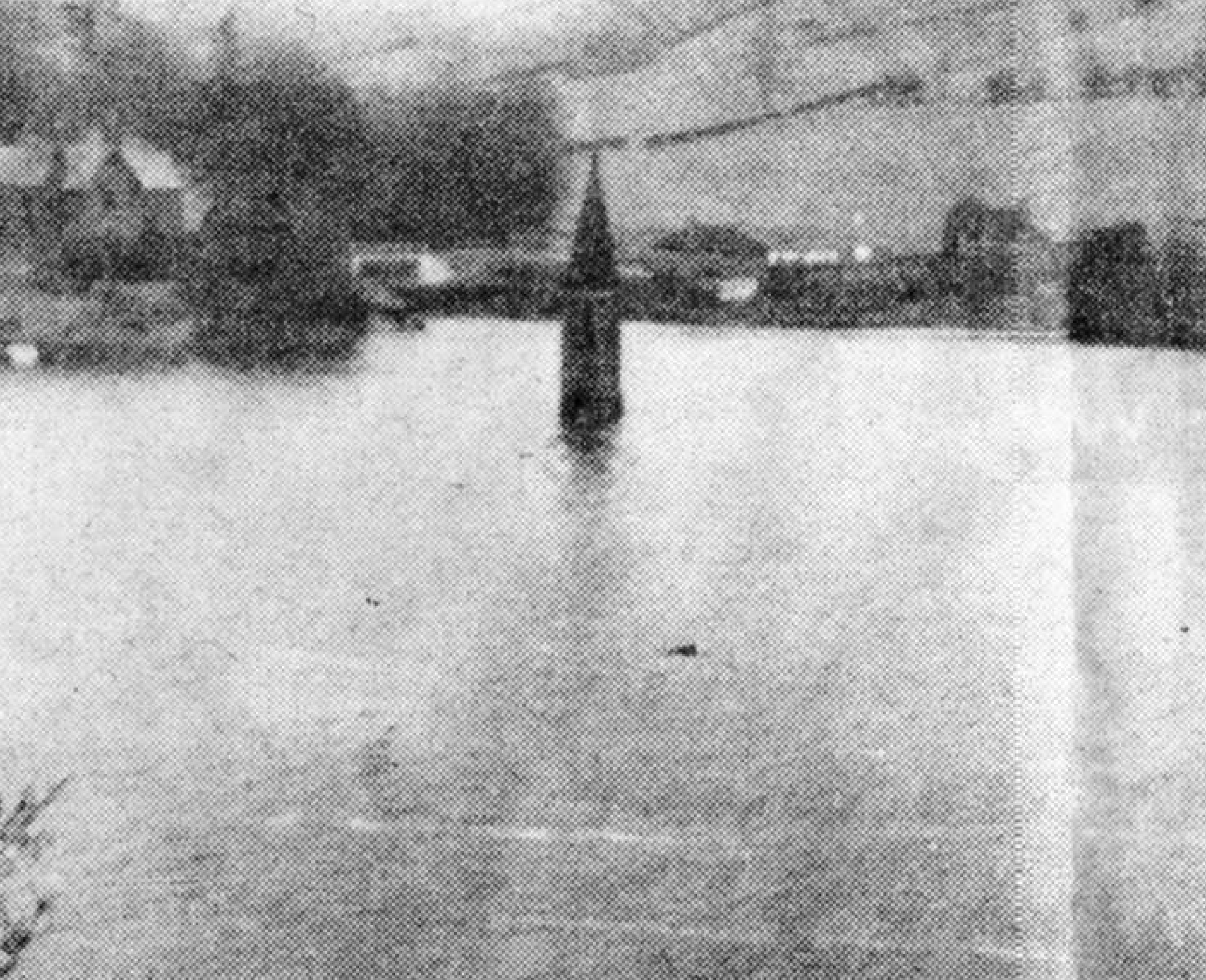
De kerktoren van Derwent die langzaam in het meer verdwijnt

Door de bouw van het reservoir kwamen de dorpen Ashopton en Derwent onder water te staan, inclusief de Derwent Woodlandskerk en Derwent Hall. Ashopton lag ongeveer waar de weg naar de Snake Pass de Snake-vallei ontmoette. De gebouwen in Ashopton werden gesloopt voordat het reservoir werd gevuld, maar veel van de structuur van het dorp Derwent was nog steeds zichtbaar tijdens een droge zomer zo'n 14 jaar later. Derwent Bridge, een smalle stenen "packhorse bridge" over de Derwent, werd verwijderd en herbouwd aan de kop van het Howden Reservoir. De klokkentoren van de kerk was blijven staan en het bovenste deel ervan was zichtbaar boven het waterniveau tot 1947, toen het als een gevaar werd gezien en op 15 december met explosieven werd afgebroken.
In 1976, 1995, 2018 en 2022 zorgden droge omstandigheden ervoor dat het waterpeil daalde en het dorp Derwent opnieuw bloot kwam te liggen. In 2018 zorgde dit voor een ongekende drukte om de zelden zichtbare plek te bezoeken. Op 3 november 2018 moest een man worden gered door een bergreddingsteam nadat hij vast was komen te zitten in extreem dikke modder rond de ruïnes van het dorp. Op 17 november 2018 werd gemeld dat de locatie was vernield door sommige bezoekers, waarbij parkwachters bezoekers moesten tegenhouden om voorwerpen van het dorp te verwijderen en waarbij graffiti op sommige gebouwen was gekrabbeld.

## Potentiële uitbreiding
In de herfst van 2022 kondigde Severn Trent Water aan dat het overwoog om de reservoirs Ladybower, Howden en Derwent uit te breiden of een nieuw reservoir in het gebied te bouwen. Er was onmiddellijk verzet tegen deze plannen vanwege de mogelijke milieuschade aan het landschap, waaronder het verlies van oerbossen.
In juni 2023 kondigde het waterbedrijf aan dat de mogelijke uitbreiding niet door zou gaan. Ze zeiden dat het Upper Derwent Valley Reservoir Expansion Scheme uit hun voorkeursplan was geschrapt als reactie op de feedback van de raadpleging. Het plan zou worden vervangen door een “combinatie van lekkage, beheer van de vraag van klanten en versnelde leveringsopties”.

## Galerij

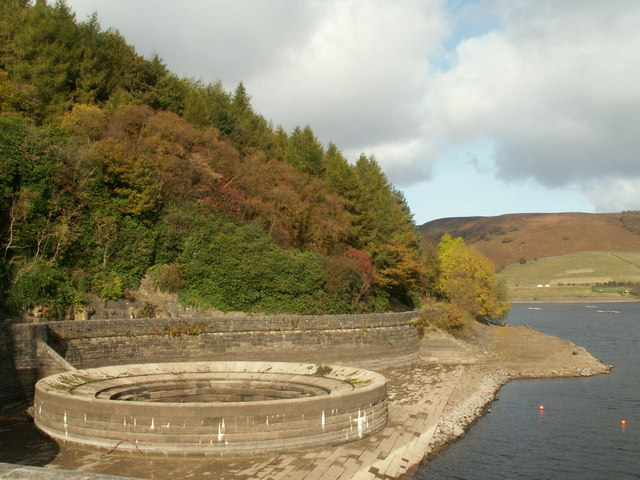
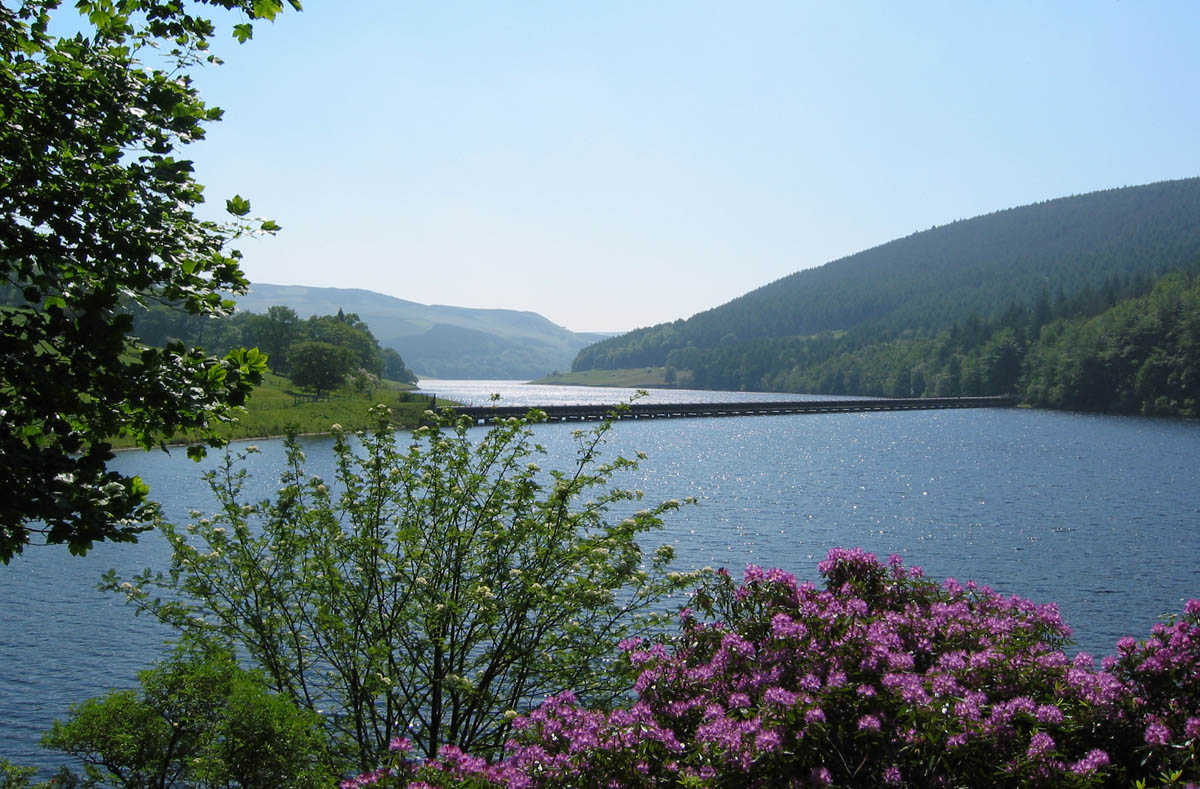
Noordelijke tak van Ladybower Reservoir met het aquaduct
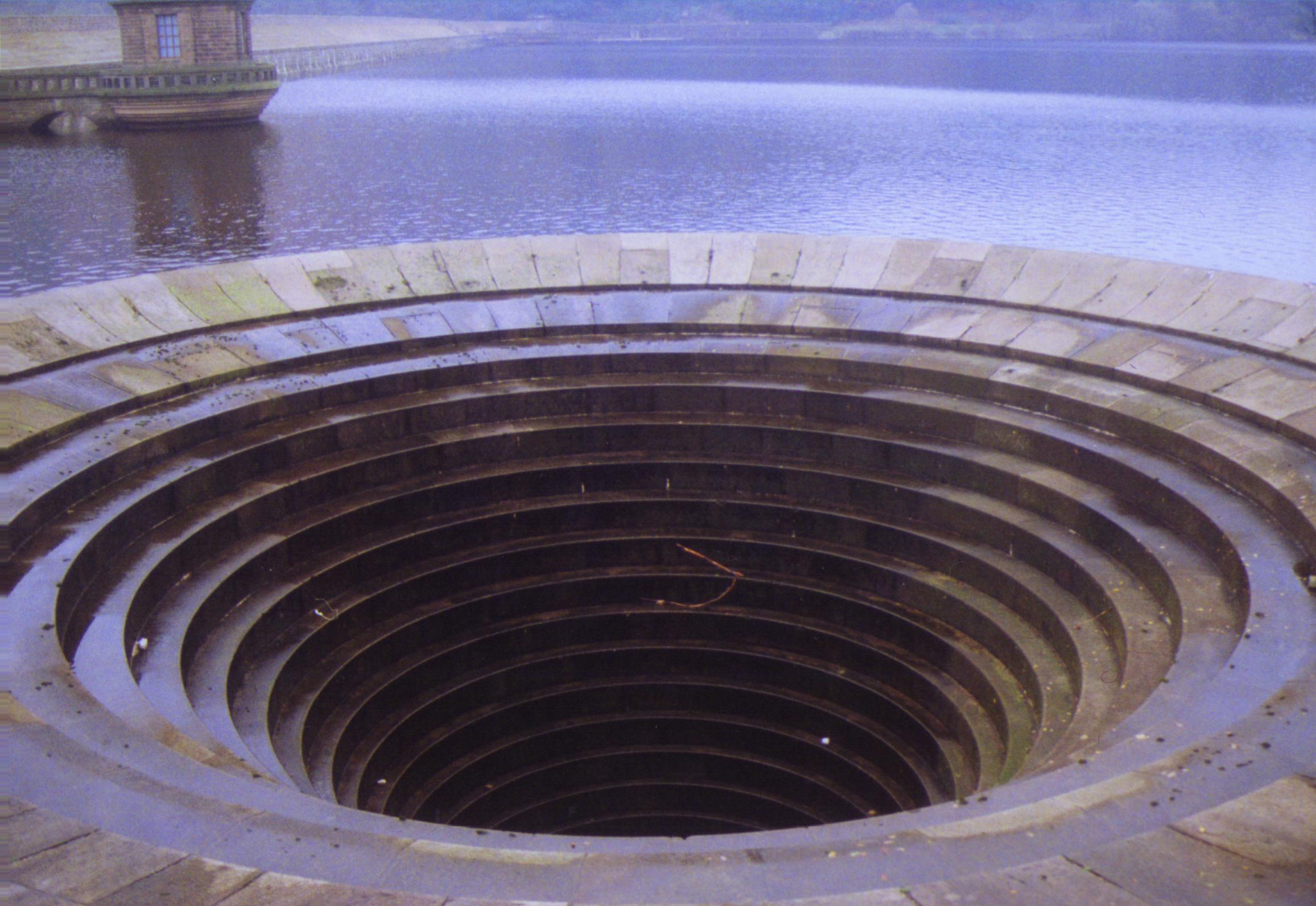
Overlaat van het stuwmeer
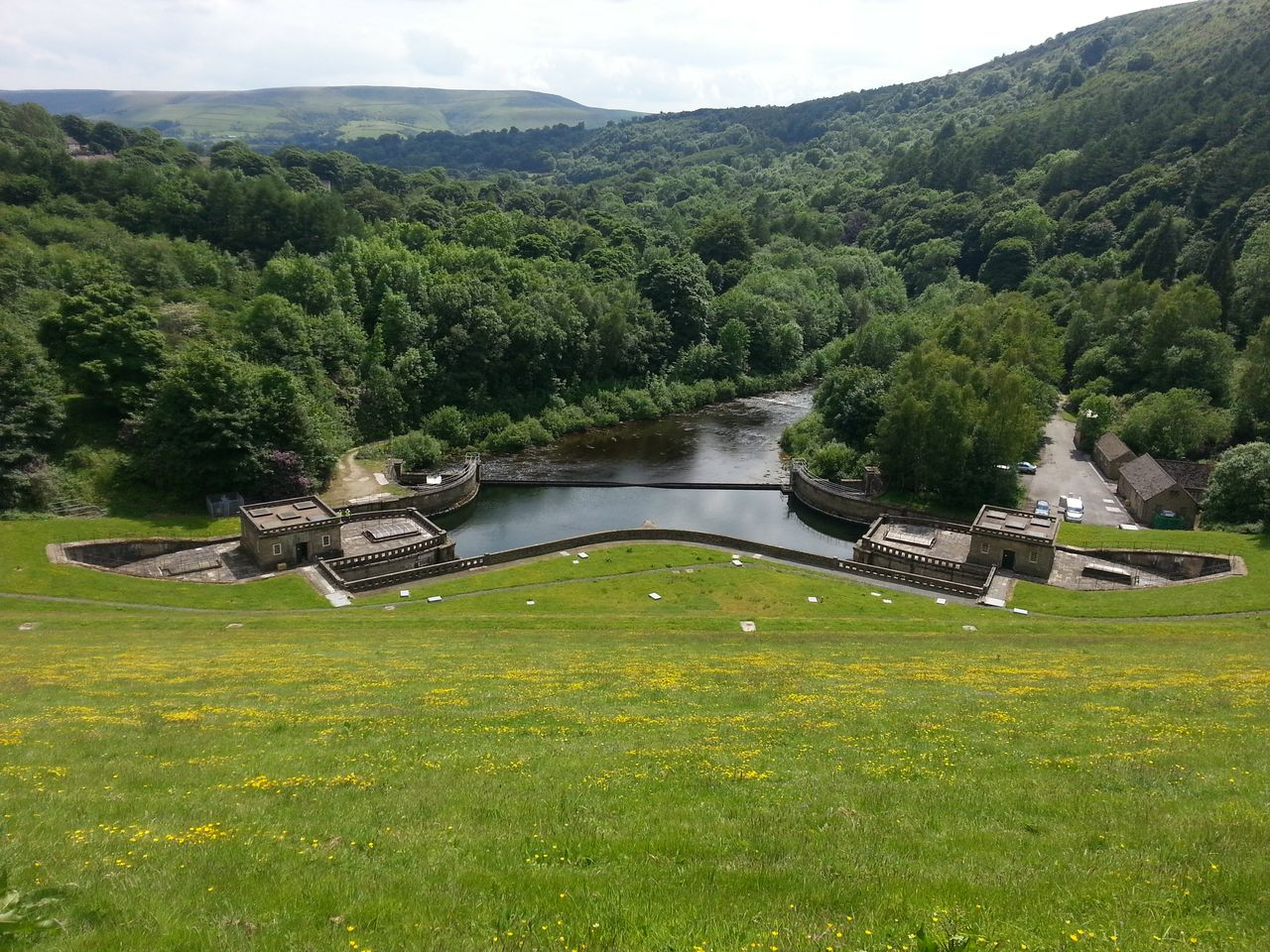
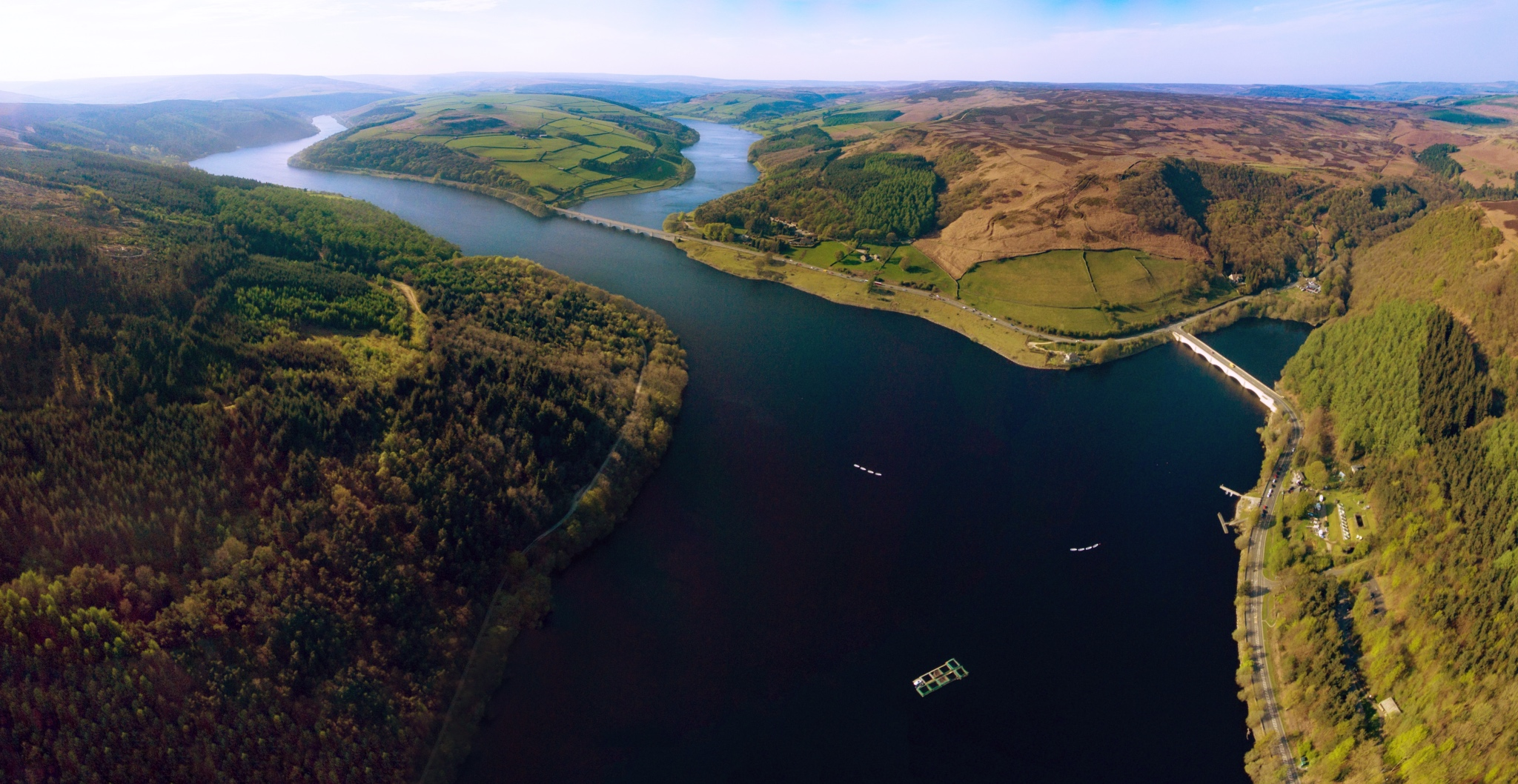
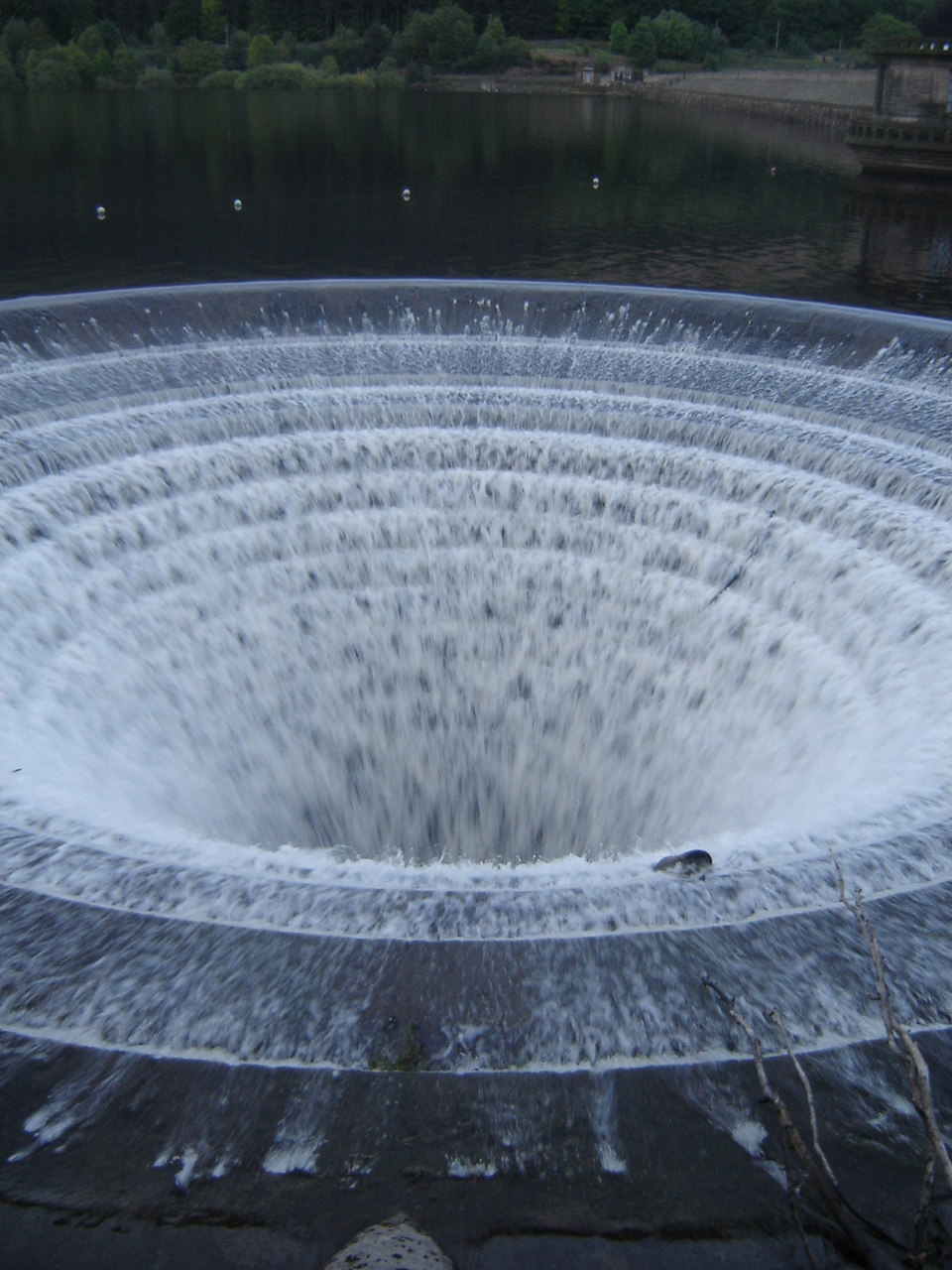
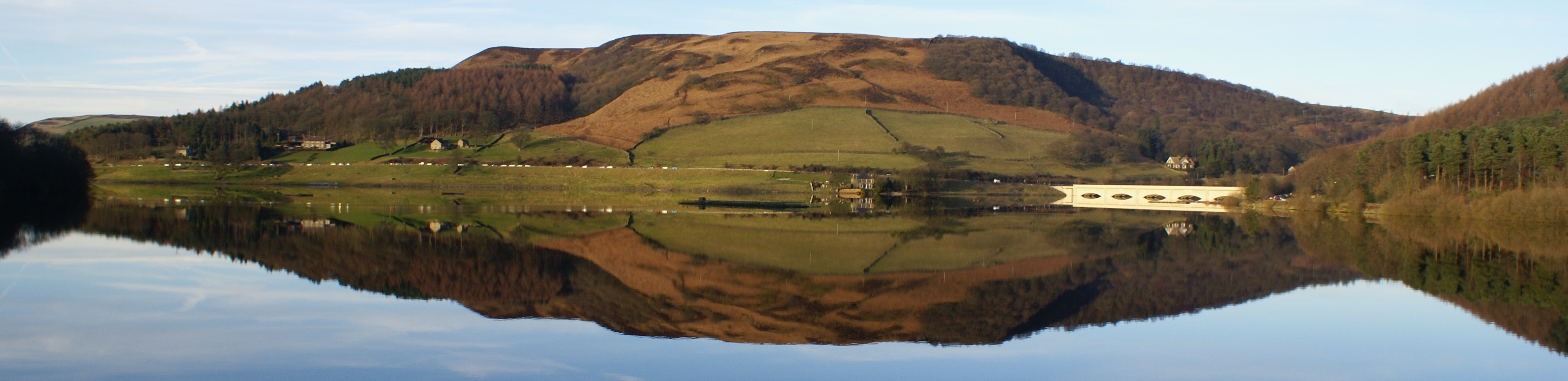